# Пауль Сааґпакк
Пауль Сааґпакк (ест. Paul Saagpakk; *2 вересня 1910, Мустьяла, Сааремаа — *23 лютого 1996, Курессааре) — естонський мовознавець, який склав стандартний довідковий словник естонської мови, який містить переклад 500000 виразів естонською мовою на англійську.
З 1935 року він працював вчителем англійської мови в Таллінні, в 1944 році під час радянської окупації Естонії переїхав до Швеції, а в 1947 — до США. Викладав англійську мову в Массачусетському університеті в Емгерсті.
В 1996 році за свої досягнення він був нагороджений орденом Державного герба.